# عجوقة بيضاء الأزهار
عجوقة بيضاء الأزهار (الاسم العلمي:Ajuga leucantha) هي نوع من النباتات تتبع جنس العجوقة من الفصيلة الشفوية.